# Moravské markrabství za vlády Lucemburků
Morava za vlády Lucemburků zažívala období rozvoje i úpadku. Po vymření Přemyslovců (1306) zavládly na Moravě zmatky, které neskončily ani nástupem Jana Lucemburského na český trůn (1310). Období stabilizace nastalo až po uzavření Domažlických úmluv (1318). Zlepšení přišlo s Karlovým markrabstvím (1334-1349), skutečný rozkvět však nastal až za vlády Jana Jindřicha (1350-1375). Po jeho smrti však jeho ctižádostivý syn Jošt (1375-1411) moravské markrabství svými výboji a politikou silně zadlužil, navíc Moravu zachvátily boje s jeho bratry. Po Joštově smrti se na Moravě začaly rychle šířit husitské ideje, které nakonec vyústily zapojením Moravy do husitských válek. Zikmund Lucemburský situaci na Moravě nezvládal, a tak ji roku 1423 postoupil svému zeti Albrechtu Habsburskému.

## Počátky lucemburské vlády (1306–1333)

### Období mezi Přemyslovci a Lucemburky (1306–1311)
Po zavraždění českého krále Václava III. (1306) nastalo neklidné období. Poté, co byl jako jeho nástupce vybrán Jindřich Korutanský, vpadl římský král Albrecht I. Habsburský do Čech, vyhnal Jindřicha a vynutil si zvolení svého syna Rudolfa českým králem. Albrecht navíc udělil Moravu všem svým synům, takže v případě Rudolfova úmrtí by Morava připadla některému z jeho bratrů. Když někteří páni Rudolfa králem neuznali, vypravil se proti nim s vojskem, při jejich obléhání roku 1307 však zemřel. V Čechách byl pak znovu zvolen Jindřich Korutanský, Moravu však zdědil Rudolfův mladší bratr Fridrich Sličný, nicméně také někteří moravští páni přešli na Jindřichovu stranu.
Vzápětí však Albrecht Habsburský zemřel (1308) a Habsburkové se museli soustředit na novou volbu panovníka Svaté říše římské, Fridrich proto přistoupil na dohodu s Jindřichem Korutanským a výměnou za finanční odškodné Jindřichovi postoupil vládu na Moravě. Nový římský král Jindřich VII. Lucemburský však Korutanského králem neuznával a Moravu zastavil Habsburkům, což pro Moravu znamenalo jen pokračování úpadku a bezvládí.

### Nastolení lucemburské vlády (1311–1333)

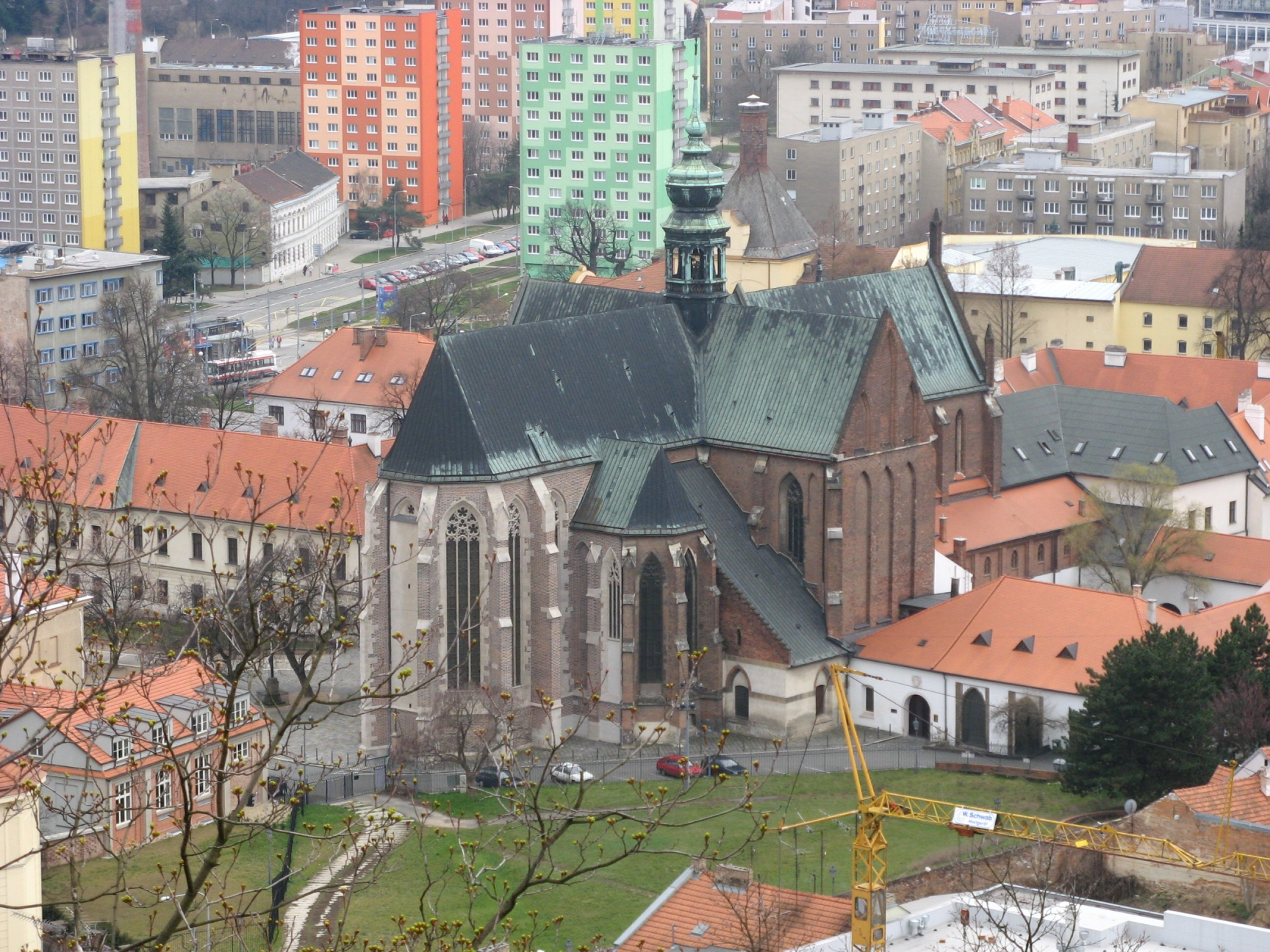
Bazilika Nanebevzetí Panny Marie byla založena milenkou moravského zemského hejtmana Jindřicha z Lipé. Režné zdivo naznačuje vliv severoevropské architektury.

I po nástupu Jana Lucemburského na český trůn (1310) pokračovalo na Moravě, která byla stále zastavena Habsburkům, bezvládí, a to až do následujícího roku, kdy se Habsburkové Moravy vzdali a Jan se vypravil s vojskem na Moravu, kde pak v Brně potvrdil dosavadní moravská privilegia a mj. slíbil, že zemské úřady budou přidělovány jen Moravanům.
Roku 1312 však významní moravští páni proti Janovi povstali, ten však revoltu potlačil a již následujícího roku se česká i moravská šlechta účastnila Janova tažení do Itálie. Neklid však dále pokračoval – roku 1314 podnikl uherský magnát Matúš Čák Trenčanský několik vpádu na jihovýchodní Moravu, odkud byl Janem vytlačen až následujícího roku. Po zatčení Jindřicha z Lipé, jehož moc nebezpečně narůstala, zažila Morava další vzpouru, kterou vedl Jan z Vartemberka, který byl Jindřichovým přítelem. Po vyjednávání mezi králem a šlechtou byl nakonec Jindřich propuštěn, nicméně král Jan se stával stále více neoblíbenějším, což dokonce vedlo k jednáním mezi šlechtou a Janovým protivníkem Fridrichem Sličným.
Roku 1318 byly v Domažlicích za přispění římského krále Ludvíka Bavora uzavřeny úmluvy, ve kterých se páni zřekli spojenectví s Fridrichem Sličným, přísahali věrnost Janovi Lucemburskému, za což král na oplátku udělil povstalcům milost a zavázal se nejmenovat cizince do úřadů. Těmito úmluvami získala domácí šlechta podíl na vládě a král zas mohl počítat s pomocí šlechty. Zástupcem krále na Moravě se stal olomoucký biskup Konrád. Pro Moravu bylo téhož roku významné udělení Opavska Přemyslovci Mikuláši II., čímž se začalo toto území odklánět od Moravy ke Slezsku.
Roku 1320 se stal moravským zemským hejtmanem Jindřich z Lipé. Jan byl na Moravě přítomen jen výjimečně, a to tehdy, pokud zemi hrozilo nebezpečí, nebo když potřeboval peníze. Ani do vnitřních záležitostí Moravy český král příliš nezasahoval, takže faktická vláda patřila zemským hejtmanům.

## Vláda lucemburských markrabat (1334–1411)

### Karel IV. moravským markrabětem (1334–1349)

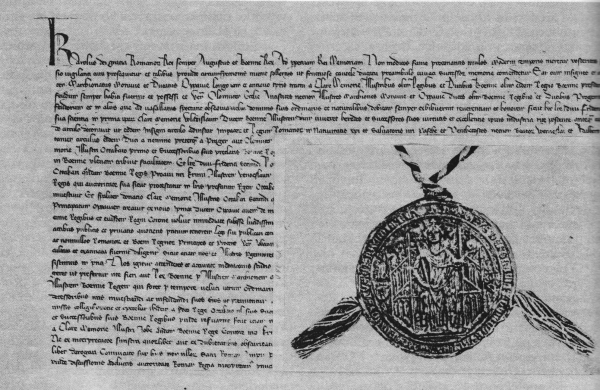
Karel IV., římský a český král vyhlašuje markrabství moravské, vévodství opavské a biskupství olomoucké za léna České koruny

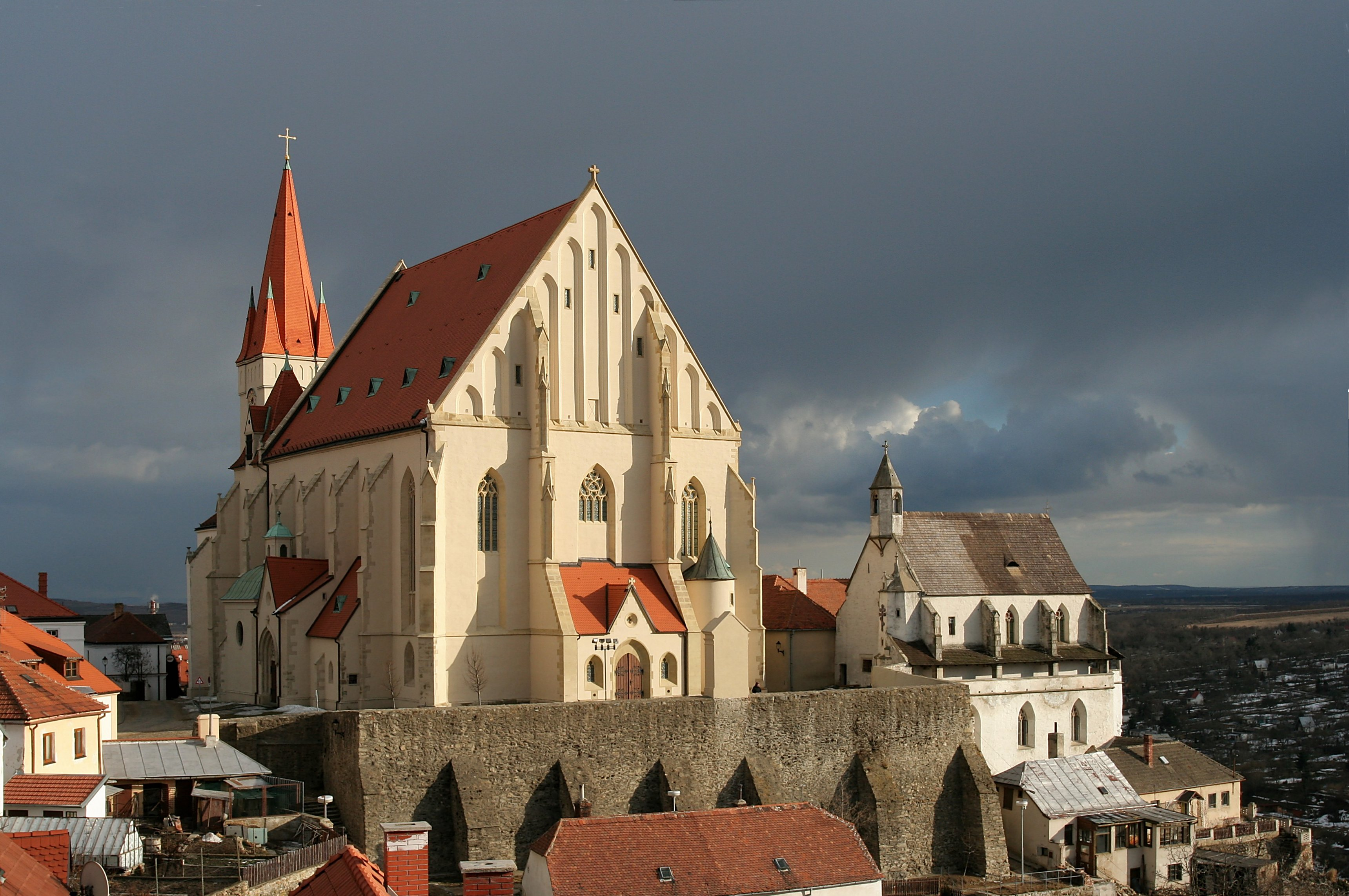
Kostel sv. Mikuláše ve Znojmě založený za Karlova markrabství

Roku 1334 jmenoval Jan Lucemburský svého syna Karla díky iniciativě české a moravské šlechty. Přestože Karel pobýval více v Čechách než na Moravě, měla jeho vláda důsledky i pro Moravu, kde se Karlovi podařilo získat zpět zastavený majetek. Po úmrtí Jindřicha Korutanského (1335) se rozpoutal spor o jeho dědictví, který vedl k vytvoření velké protilucemburské koalice a mj. bojům na moravsko-rakouské hranici, které skončily rakouským ústupem.
Po roztržce Karla s Janem roku 1337 se Karel odebral na Moravu. Lucemburská politika v Říši nebyla příliš úspěšná, pozice Ludvíka Bavora se upevňovala, a Jan proto raději zvolil smířlivější postoj k císaři, za což mu byly uděleny v léno Čechy, Morava, Slezsko, Lucembursko a kurfiřtský titul. Od roku 1342 byl Jan v českém království nepřítomen a vládou byl pověřen Karel. Ten dosáhl roku 1344 zřízení pražského arcibiskupství, kterému bylo současně podřízeno olomoucké biskupství. Na Moravě se zároveň Karel snažil z bezpečnostních důvodů získat hrady na moravských hranicích s Rakouskem a Uhrami.
Již jako český a římský král se pak Karel snažil ujasnit postavení Moravy v rámci českého království a Říše, a tak roku 1348 vydal listinu, ve které byla Morava prohlášena za léno českého krále. Zároveň byla také zavedena instituce moravských desk zemských. Koncem roku 1349 pak byl moravským markrabětem ustanoven Karlův bratr Jan Jindřich.

### Jan Jindřich (1350–1375)

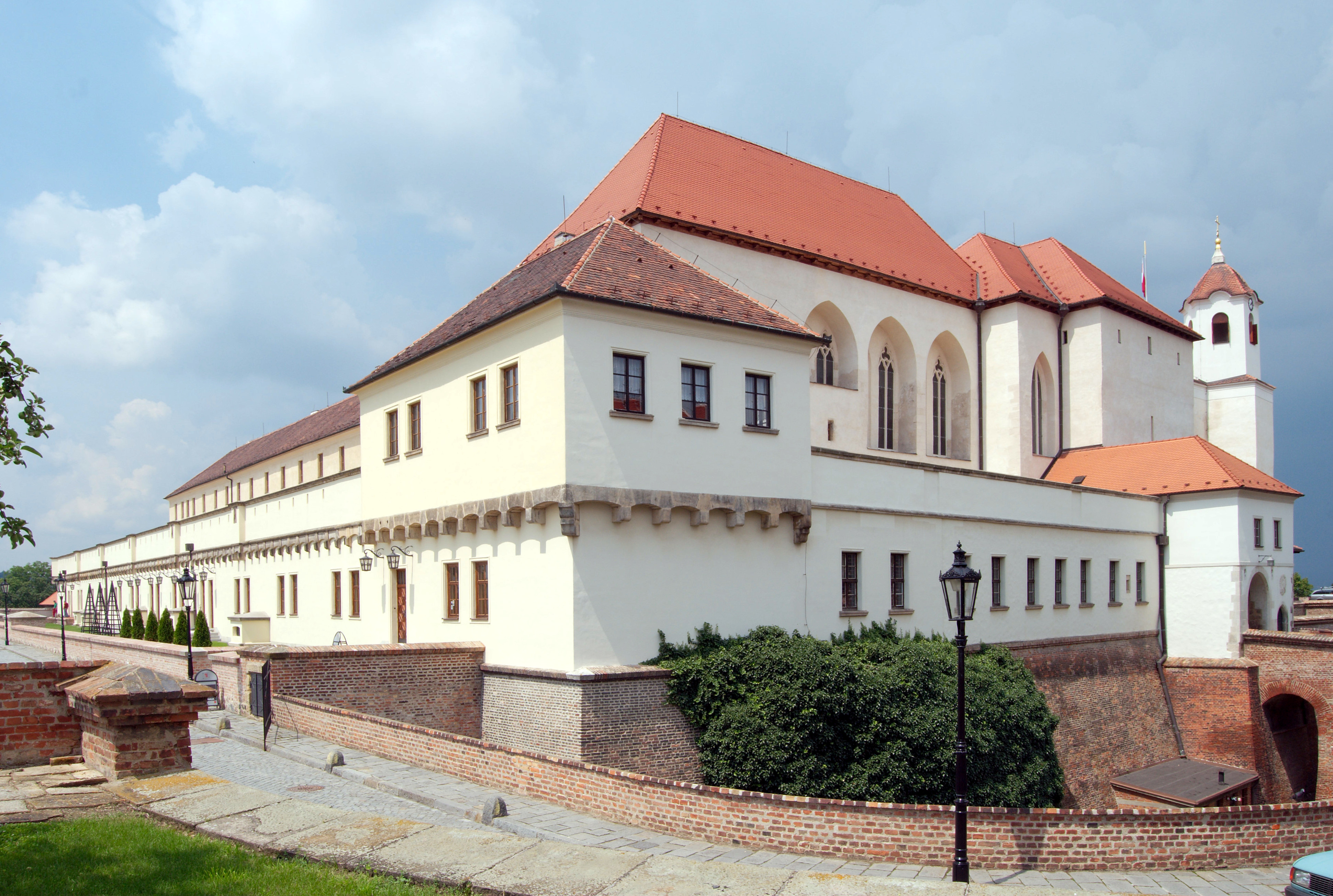
Hrad Špilberk, obnovený za vlády Jana Jindřicha

Jan Jindřich měl s Karlem velmi dobré vztahy a v zahraniční politice s ním spolupracoval. Karel Jana Jindřicha pak často v případě své dlouhé nepřítomnosti v zemi pověřoval správou českého království. Tento soulad posiloval Karlovu pozici v Říši a zpětně přinášel Moravě větší bezpečnost. To platilo s výjimkou roku 1356 během krátké moravsko-rakouské války a roku 1371, kdy na Moravu vpadl uherský král Ludvík I., spojenec Wittelsbachů, v reakci na Karlovu snahu získat Braniborsko.
Janova klidná vláda byla provázena obnovou či založením nových zemských úřadů (markraběcí rady, dvorského soudu, purkrabí, markraběcí kanceláře), opravou markraběcích sídel (zejména Špilberku) a restitucí zastaveného majetku. Markrabě dokázal finance spravovat natolik rozumně, že si mohl dovolit kupovat i další hrady a městečka po celém území Moravy, což Janovi umožňovalo udržovat v zemi větší bezpečnost. Markrabě dokázal také dobře vycházet s moravskou šlechtou, mnoha pánům dal možnost služeb u markraběcího dvora a do čistě šlechtických záležitostí nezasahoval. Vztahy s církví byly rovněž bezkonfliktní.

### Markrabě Jošt (1375–1411)

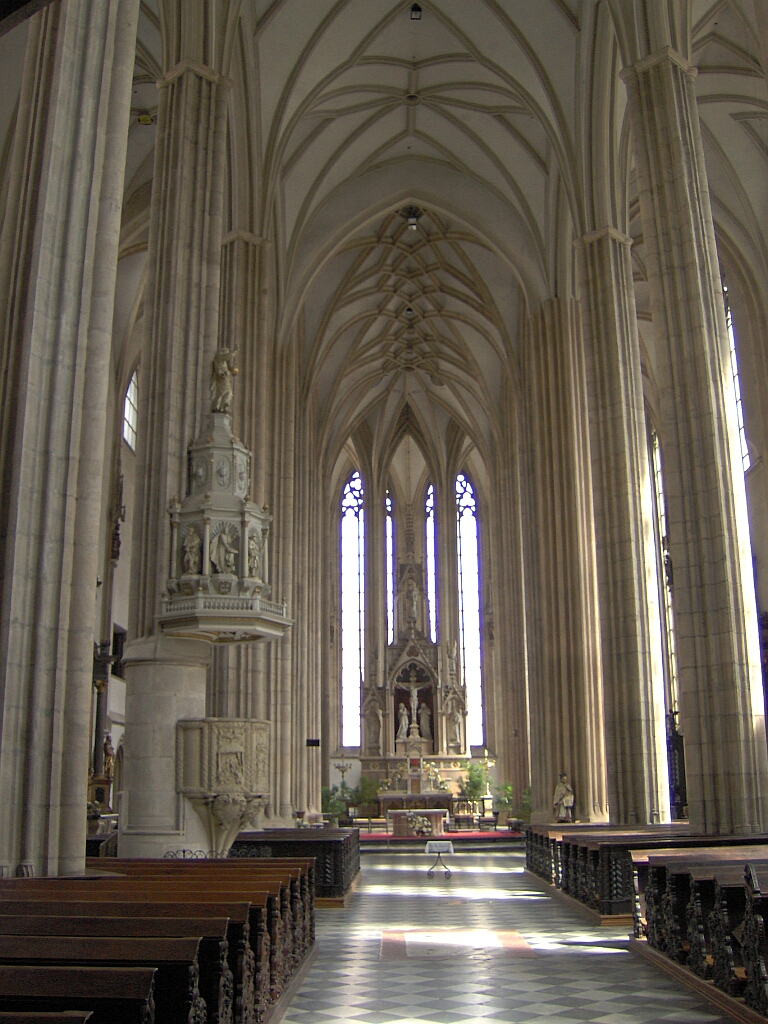
Kostel svatého Jakuba v Brně, jehož dnešní podoba pochází z 2. poloviny 14. století

Od roku 1372 začal jako spoluvládce Jana Jindřicha vystupovat jeho syn Jošt. Po své smrti roku 1375 Jan Jindřich Joštovi zanechal velký markraběcí majetek a nemalou finanční hotovost. Ctižádostivý Jošt však velmi brzy začal uplatňovat odlišný způsob vlády než jeho otec – hned od počátku vlády měl spory se svými bratry Janem Soběslavem a Prokopem či olomouckou kapitulou, kterou z Olomouce vyhnal, což vedlo k uvalení interdiktu na Moravu. Spory vedly až k vypálení olomoucké katedrály (1380) a válce s Prokopem.
Jošt vystupoval razantně i proti Karlu IV., na kterém vyžadoval zaplacení dluhů. Když pak roku 1378 dluh zaplacen nebyl, stal se Jošt zástavním držitelem Kladska. Jošt byl v zahraniční politice velmi aktivní – účastnil se diplomatických jednání v Avignonu, angažoval se v říšské politice, podílel se na Zikmundově tažení do Uher (1385), díky kterému Jošt krátce vládl také v části Uher. Roku 1388 vyměnil Jošt Kladsko za Lucembursko a stejného roku jemu a Prokopovi Zikmund zastavil Braniborsko i s kurfiřtstvím.
Vojenskými taženími a zastavením Braniborska Jošt nejen vyčerpal své finanční rezervy, ale také vyvolal nespokojenost šlechty a církve s jeho vládou. Jošt navíc začal prosazovat zahraniční politiku, která byla v rozporu se zájmy jeho lenního pána, českého krále Václava IV. – bez Václavova souhlasu zakoupil Krnovské knížectví a začal se sbližovat s Václavovými protivníky. Jošt se nakonec spojil i s českými pány a Václava roku 1394 zajal a vynutil si jmenování správcem Čech. Ve stejné době vedl na Moravě další válku s Prokopem. Z této války nakonec vytěžila moravská šlechta, když byl díky Zikmundově zásahu uzavřen landfrýd (1396), díky němuž šlechta získala určitý podíl na moci. Zároveň probíhalo další Joštovo zadlužování a rozprodej markraběcího majetku.
Roku 1397 se Jošt s Václavem smířil a obdržel od něj Horní i Dolní Lužici a Braniborsko. Vzápětí si však Václav uvědomil, že dal Joštovi příliš mnoho, a smír proto velmi rychle skončil. Navíc se znovu na Moravě rozhořely boje s Prokopem, Jošt navíc začal mít spory i se Zikmundem, který nakonec roku 1404 uskutečnil s Albrechtem IV. Habsburským neúspěšný vpád na jižní Moravu. Situace na Moravě se neuklidnila ani po Prokopově smrti (1405), protože v zemi dále působily bojové družiny, které se po ukončení válek živily loupežením.
Když roku 1410 zemřel římský král Ruprecht Falcký, zvolili kurfiřti krále dva – Jošta a Zikmunda. Ke střetu mezi nimi však nakonec nedošlo, protože roku 1411 Jošt zemřel a byl pohřbem v brněnském kostele svatého Tomáše.

## Předhusitská a husitská Morava (1411–1423)
Po Joštovi převzal Moravu český král Václav IV., za jehož vlády markraběcí dvůr zanikl. Zemi začal spravovat opět zemský hejtman (Lacek z Kravař a Helfštejna), o královský majetek se staral podkomoří. Nový landfrýd z roku 1412 měl Moravě zajistit mír, ten však aktivitu loupeživých bojových družin neukončil. Navíc ideje husitství se nešířily už jen mezi vzdělanými vrstvami, ale také mezi prostým lidem (zejména na jihovýchodní Moravě). Toto hnutí získalo početné příznivce i mezi moravskou šlechtou, která se připojila k protestním listům zaslaných na kostnický koncil.
Po smrti Václava IV. zdědil Moravu Zikmund Lucemburský. Moravská šlechta byla rozpolcená – přísahala věrnost Zikmundovi, ale zároveň sympatizovala s husity. Tyto sympatie nakonec převážily a mnozí moravští šlechtici se zúčastnili Čáslavského sněmu (1421). U Nedakonic také vznikla husitská obec Nový Tábor, svým pojetím podobná Táboru. Vojenská akce Zikmunda a jeho nového zetě Albrechta Habsburského donutila moravské pány se čtyř pražských artikulů vzdát, nicméně boje dále pokračovaly. Zikmund po svých neúspěších v Čechách nakonec Albrechta ustanovil na Moravě svým místodržícím (1422), Moravu také zasáhla Žižkova výprava (1423). Nakonec Zikmund Albrechtovi postoupil celou Moravu, jejíž šlechta se stále více přikláněla k husitům.